# 세네갈의 행정 구역

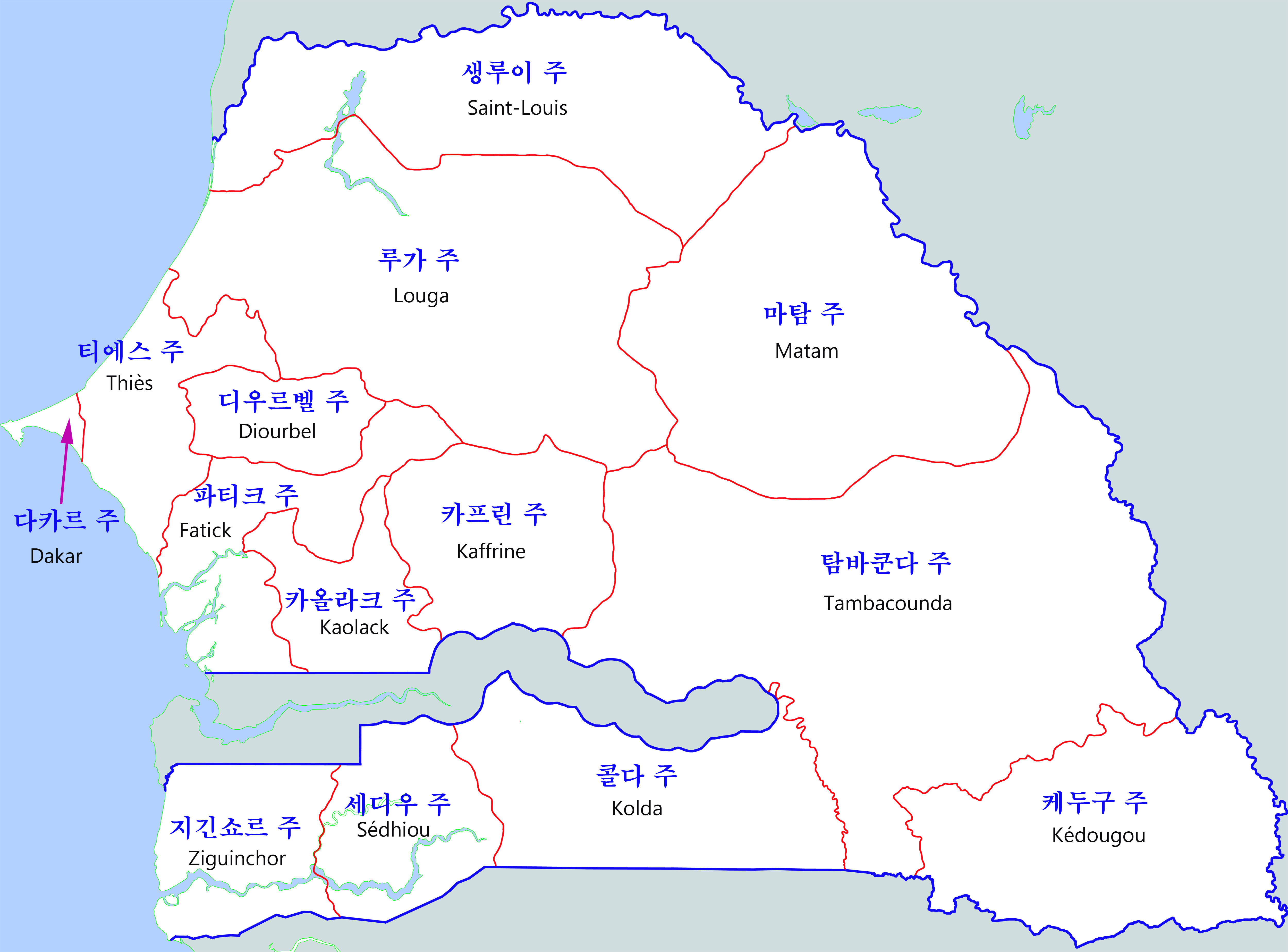
세네갈의 행정 구역

세네갈은 14개 주(régions)로 구성되어 있으며 이들 주는 45개 현(départements)과 103개 구(arrondissements)로 나뉜다.
- 다카르주
- 디우르벨주
- 파티크주
- 카프린주
- 카올라크주
- 케두구주
- 콜다주
- 루가주
- 마탐주
- 생루이주
- 세디우주
- 탐바쿤다주
- 티에스주
- 지긴쇼르주

## 같이 보기
- ISO 3166-2:SN